# Kruh nezávislých spisovatelů
Kruh nezávislých spisovatelů, označovaný též jako Klub nezávislých spisovatelů, bylo v letech 1968 a 1969 demokratické sdružení československých nekomunistických autorů. Jeho vznik vyhlásil Alexandr Kliment 29. března 1968 na plenární schůzi oficiálního spisovatelského svazu, ovládaného komunistickou stranou. Po okupaci Československa a ukončení demokratických reforem pražského jara byl Kruh nezávislých spisovatelů stejně jako ostatní nezávislé občanské iniciativy zakázán. Spolupředsednictví Kruhu nezávislých spisovatelů bylo první významnou veřejnou funkcí pozdějšího prezidenta Václava Havla.

## Osobnosti
Kromě Alexandra Klimenta, a Václava Havla se na vzniku a práci Kruhu podíleli např. Hana Bělohradská, Bedřich Fučík, Jan Vladislav, Josef Vohryzek, a mnozí další.

## Zásady, program, rezoluce
- Dne 6. června 1968 proběhla plenární schůze Kruhu, jejímž výsledkem bylo „Prohlášení Kruhu nezávislých spisovatelů“. Toto prohlášení bylo publikováno 19. 4. 1968 v týdeníku Literární Listy č. 19, první ročník.[8]
- V týdeníku pro politiku, ekonomiku, vědu a kulturu „Zítřek“ byla dne 8. ledna 1969 publikována v plném znění rezoluce, kterou Kruh vyjádřil svůj nesouhlas s posrpnovou realitou.[9]

Nedlouho poté byly týdeník Zítřek i činnost Kruhu nezávislých spisovatelů zakázány, ukončeny byly pravděpodobně v roce 1970.   